# 凯尼恩·考克斯
凯尼恩·考克斯（Kenyon Cox，1856年10月27日—1919年3月17日）是一位美国的画家、插图画家、壁画家、作家和教师。他是纽约艺术学生联盟早期的一位有影响力和重要的教师。他是联盟标志的设计者。 

## 生平
他出生于俄亥俄州沃伦，父母为雅各布·多尔森·考克斯（Jacob Dolson Cox）和海伦·芬尼·考克斯（Helen Finney Cox）。考克斯曾在辛辛那提的辛辛那提艺术学院（Art Academy of Cincinnati）学习，但很快意识到辛辛那提缺少机会和艺术展出。参观费城的百年博览会后，凯尼恩认为费城和那里的艺术学院能为他提供更多东西。凯尼恩报名就读于宾夕法尼亚美术学院（Pennsylvania Academy of Fine Arts），希望能得到更好的指导，并最终争取在欧洲学习机会。

### 巴黎和旅行

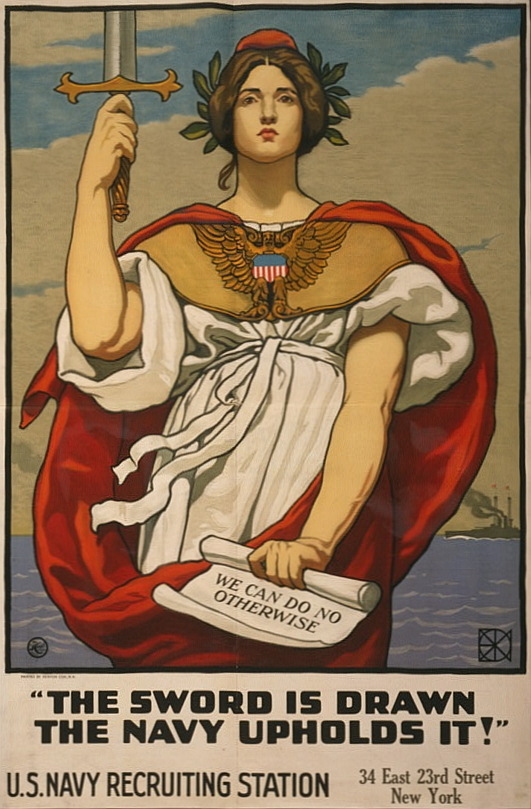
凯尼恩·考克斯作品，美国海军征兵海报，作于1917年

1877年考克斯来到巴黎，在那里师从卡罗勒斯-杜兰（Carolus-Duran）和让-里奥·杰洛姆，然后巴黎美术学院学习。考克斯记述他对巴黎的最初印象时说，“在这里有这么多的艺术品，一个人可以在这里呆在这里学习并绘画很多年...没有一个弯曲的街道或拐角找不到绘画的内容，而在美国寻找绘画的对象需要几个月。如果整个巴黎都是如此，这里必定是艺术家们的天堂。“ 
考克斯一开始师从卡罗勒斯-杜兰。不久之后，考克斯开始对杜兰不满。 1877年至1878年冬季，考克斯写信给他的父亲，提到杜兰，“我很欣赏他强烈的色彩，广度，等等。但我想你可能想知道他影响我有多深刻，我必须说，对我来讲庸俗占了主要地位。” 
写了这封信后之后，考克斯离开卡罗勒斯-杜兰，在巴黎美术学院，师承让-里奥·杰洛姆，亚历山大·卡巴内尔和亨利·莱曼（Henri Lehmann）。
在欧洲期间，考克斯游遍了法国和意大利，观摩文艺复兴大师的作品。后来，他记录他的旅行时说，“我认为此行，扩展了我的艺术观念，超过了以往任何事情。”

### 纽约
1882年，考克斯离开巴黎搬到纽约，继续绘画。他还开始画很多插图，主要为了支付账单。凯尼恩成为成功的杂志插画家。他的插图比他的绘画获得了更广泛的观众。
考克斯也开始为《纽约晚间邮报》（New York Evening Post）写艺术评论。这项工作和其他写作工作占用了他绘画的时间，不过也能帮助他维持生计。
考克斯在其一生大部分时间生活和工作在纽约。他成为纽约艺术学生联盟的一位有影响力和重要的教师，并设计了联盟的标志——“没有一天离得开一根线条”（No Day Without a Line）。

### 艺术理论

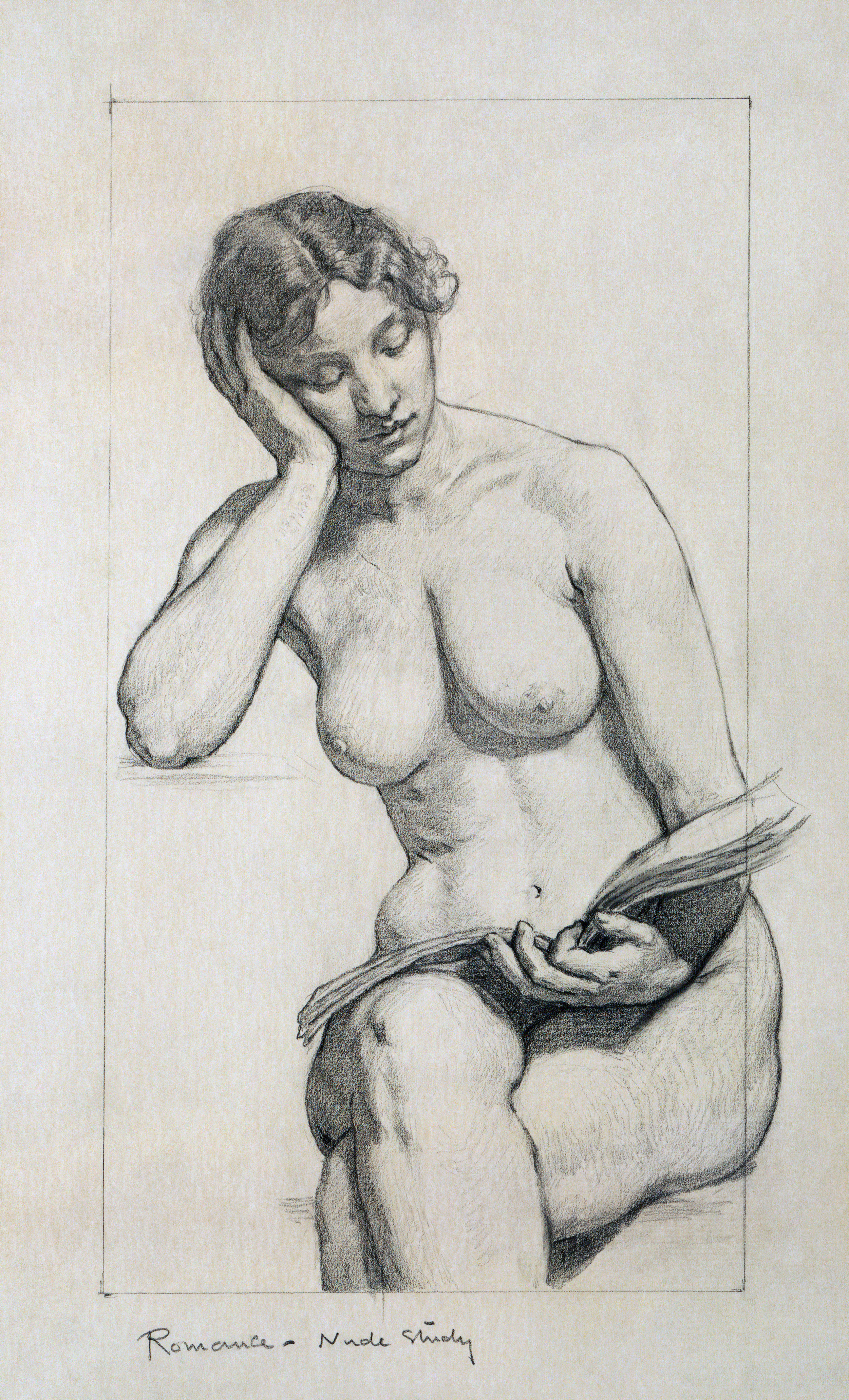
凯尼恩·考克斯作品，石墨画裸体学习，创作于1896年。

考克斯的作品风格和他所处年代流传起来的立体主义、新印象主义、野兽派，表现主义和现代主义风格都不相同。他提倡精细的绘画和调和的色彩，并且他经常使用的托寓和象征来表现他的思想。凯尼恩·考克斯以现实主义风格作画，他在风景、人物和流派研究获得声誉。他的理想化的裸体画和对经典主题的传统处理方式与当时流行的前卫艺术没有什么共同之处。1912年，考克斯为大都会艺术博物馆的期刊撰文《两种绘画方式》。在该文中，他描述了他的具象艺术（figurative art）和更流行的抽象艺术或表现艺术（representational art）的差别。他说作为一个传统的具象艺术家，他觉得受到了偏见。
考克斯坚决拥护传统的绘画方法，将自己放在现代艺术的对立面。1917年在著作《Concerning Painting: Considerations Theoretical and Historical》，他再度表达了他在《两种绘画方式》的想法。
考克斯试图说服艺术界和公众再度接受传统艺术。他在这个主题上文章广为流传，然而，他的艺术品并没有被大家广泛接受。

### 婚姻
在纽约艺术学生联盟教学期间，他被他的学生，来自旧金山的露易丝·豪兰·金（Louise Howland King）所吸引。1892年6月30日，他们结婚，当时考克斯36岁，露易丝27岁。他们为芝加哥1893年哥伦比亚博览会的文化艺术大楼绘制壁画。1896年他们有了一个儿子Allyn，后来成为成功的壁画家。 据考克斯的讣告，他和露易丝还有一个女儿卡罗琳和大儿子伦纳德，但是几乎没有有关于他们的记载。 

### 后期生活
1893年哥伦比亚博览会后，考克斯致力于壁画创作。考克斯为得梅因州议会大厦、圣保罗和麦迪逊大厦、以及其他法院大楼、图书馆和大学建筑创作壁画。1896-97年，他为华盛顿的国会图书馆绘制壁画。考克斯还为威斯康星州议会大厦等建筑创作大量壁画。 
凯尼恩·考克斯在1910年因其壁画的成就被授予建筑联盟荣誉勋章。1915年至1919年，他还担任国家壁画家协会主席。他还是美国艺术家协会、国家设计学院和美国艺术暨文学学会成员。
考克斯有生之年一直坚持绘画、教学和写作。1919年3月17日，他在纽约的家中因肺炎去世。